# Nový Malín
Nový Malín település Csehországban, Šumperki járásban. Nový Malín Libina, Šumperk, Hrabišín, Oskava, Vikýřovice, Hraběšice és Dolní Studénky településekkel határos. Lakosainak száma 3731 fő (2024. január 1.).

## Népesség
A település lakosságának változását az alábbi diagram mutatja:
| Lakosok száma | 2593 | 3057 | 3060 | 1954 | 2209 | 2523 | 3474 | 3629 | 3624 | 3731 |
|               | 1869 | 1890 | 1921 | 1950 | 1980 | 2001 | 2017 | 2019 | 2022 | 2024 |